# LHS 224
LHS 224 is een tweevoudige ster met een spectraalklasse van M5.0Ve en M.V. De ster bevindt zich 29,43 lichtjaar van de zon.